# Royal Charleroi SC
Royal Charleroi Sporting Club (normalt kendt som Royal Charleroi eller Charleroi SC) er en belgisk fodboldklub fra byen Charleroi i Vallonien. Klubben spiller i den belgiske Jupiler Pro League, og har hjemmebane på Stade du Pays de Charleroi. Klubben blev grundlagt i 1904, og deres højeste slutplacering i ligasammenhæng er en andenplads, som man opnåede i 1969.

## Titler
- Ingen

## Kendte spillere
- Philippe Albert
- Philippe Desmet
- Raymond Mommens
- Enzo Scifo
- Daniel Van Buyten
- Marijan Mrmić
- Pär Zetterberg

## Danske spillere
- Jonas Bager (2022-2024)